# Мечислав Бабинський
Мечислав Бабинський (пол. Mieczysław Babiński) (8 вересня 1891 — †19??) — польський урядовець і дипломат. Польський консул у Києві (1926—1930).

## Життєпис
У 1918—1919 — співробітник Міністерства закордонних справ Польщі.
У 1919—1921 — співробітник консульства Польщі в Куритибі.
У 1921—1922 — співробітник Міністерства закордонних справ Польщі.
У 1922—1923 — делегованих до Президії Ради Міністрів Польщі.
У 1923—1926 — співробітник Міністерства закордонних справ Польщі.
У 1926—1930 — консул-керівник консульства Польщі в Києві.
У 1930—1935 — консул-керівник консульства Польщі в Даугавпілсі.
У 1935—1939 — радник Міністерства закордонних справ Польщі.